# Сръбски смърч
Сръбски смърч (на латински: Picea omorika) е вид растение от разред Pinales, семейство Борови (Pinaceae). Среща се на границата на Босна със Сърбия. Видът е застрашен от изчезване.

## Географско разпределение
Расте по бреговете на река Дрина, Балкански полуостров.

## Местообитаване
Той се среща в планините на височина 700 – 1500 м н.м.р., но най-вече 900 – 1000 м н.м.р.
Настъпва по стръмните, варовикови склонове и стръмни, обикновено около северно и северноизточно изложбение, където през лятото е студено, висока влажност на въздуха и когато сняг се задържа дълго. Расте в смесени гори, заедно с обикновен смърч, обикновена ела, бук и явор.

## Потребности
Изисква слънчевото пространство, висока влажност на въздуха, устоява на висока температура; умерено суха почва с калций, не понася утъпкани почви и застояла вода, сравнително толерантнен към градските условия.

## Прилагане
Впечатляващ смърч с тесна колона, особено красиво се представя самостоятелно, в паркове, градини и гробища. Също така в малки, живописни групи.

## Използване
В Босна дървесина се използва главно в строителния бранш.